# Агбо, Уче
Уче Анри Агбо (англ. Uche Henry Agbo; род. 4 декабря 1995[…], Кано) — нигерийский футболист, защитник казахстанского клуба «Актобе». Играл за сборную Нигерии.

## Клубная карьера
Агбо начал карьеру, выступая на родине за клубы «Тараба», JUTH и «Эньимба». В 2013 году он подписал контракт на четыре года в итальянским «Удинезе» и сразу же был отдан в аренду в испанскую «Гранаду». Для получения игровой практики Уче выступал в начале за дублирующий состав. 23 февраля 2015 года в матче против «Леванте» он дебютировал в Ла Лиге, за основной состав. Летом 2016 года Агбо перешёл в английский «Уотфорд», подписав соглашение на пять лет. Он вновь был отдан в аренду в «Гранаду». Летом 2017 года Уче на правах аренды присоединился к льежскому «Стандарду». 30 июля в матче против «Мехелена» он дебютировал в Жюпиле лиге. 26 ноября в поединке против «Генка» Агбо забил свой первый гол за «Стандард».

## Международная карьера
В 2013 году Вилфред в составе молодёжной сборной Нигерии принял участие в молодёжном Чемпионате мира в Турции. На турнире он сыграл в матче против команды Португалии.
В 2017 году Агбо дебютировал за сборную Нигерии.

## Достижения
«Актобе»
- Бронзовый призёр Чемпионата Казахстана: 2024
- Обладатель кубка Казахстана: 2024